# Bobr (ort)
Bobr (vitryska: Бобр) är en köping i Vitryssland.   Den ligger i voblasten Minsks voblast, i den nordöstra delen av landet, 120 km öster om huvudstaden Horad Mіnsk. Bobr ligger 176 meter över havet och antalet invånare är 957.

## Natur och klimat
Terrängen runt Bobr är mycket platt. Runt Bobr är det glesbefolkat, med 17 invånare per kvadratkilometer.. Närmaste större samhälle är Krupkі, 9,2 km väster om Bobr.
I omgivningarna runt Bobr växer i huvudsak blandskog.  Trakten ingår i den hemiboreala klimatzonen. Årsmedeltemperaturen i trakten är 4 °C. Den varmaste månaden är juli, då medeltemperaturen är 18 °C, och den kallaste är december, med −13 °C.